# Frederik Hendrik Karel de Keverberg de Kessel
Frederik Hendrik Karel baron de Keverberg de Kessel (Stonar, bij Henley-on-Thames?, 22 juli 1825 - Kessel, 27 september 1876) was een Nederlands grootgrondbezitter en politicus.

## Biografie
De Keverberg was lid van de familie De Keverberg en een zoon van gouverneur Karel Lodewijk baron van Keverberg van Kessel (1768-1841) en diens tweede echtgenote, de Engelse Mary Lodge (1794-1879). Hij trouwde in 1857 met jkvr. Louise Josephine Marie de Villers de Pité (1836-1896), lid van de familie de Villers de Pité en dochter van Kamerlid jhr. Louis Libert Guillaume Marie de Villers de Pité (1803-1889), uit welk huwelijk een dochter werd geboren.
De Keverberg studeerde van 1844 tot 1848 Romeins en hedendaags recht aan de Universiteit Leiden waarna hij in het laatste jaar op stellingen promoveerde. Hij was eigenaar en bewoner van Kasteel Keverberg in Kessel en van 1858 tot 1875 was hij gemeenteraadslid en wethouder in zijn woonplaats. Van 11 maart 1864 tot 18 september 1864 was hij lid van de Tweede Kamer voor het kiesdistrict Roermond. In die korte tijd behoorde hij tot de Limburgse oppositie die zich tegen de Thorbeckianen keerden, omdat die te weinig oog zouden hebben voor de Limburgse belangen. Vanaf 1869 was hij twee jaar lid van provinciale staten van Limburg voor het kiesdistrict Venlo.
De Keverberg stierf op 51-jarige leeftijd, verlaten door zijn vrouw, in Huis Oeverberg te Kessel, dat hij enkele jaren daarvoor had laten bouwen om de eenzaamheid op zijn kasteel te ontlopen. Door langlopende conflicten met burgemeester Van Wylick en de pastoor was hij een verstoteling in het dorp geworden. Zijn wens was om zijn lichaam voor wetenschappelijke doeleinden aan de universiteit van Leiden te schenken, maar dat is nooit gebeurd. Waar het lichaam na zijn dood wel is gebleven, is onbekend. Wel werd op 25 juni 2015 tijdens graafwerkzaamheden in de tuin van kasteel De Keverberg een stoffelijk overschot aangetroffen waarvan voorzichtig wordt aangenomen dat het baron Frits is. Op 10 augustus 2015 werd het geraamte onderzocht, waarbij het vermoeden dat het de baron toebehoort, werd versterkt.
Zijn dochter Maria Carolina Hortense Mathilde barones de Keverberg van Aldenghoor (1858-1921) was de laatste telg van het adellijke geslacht De Keverberg. Zij leidde een celibatair bestaan in het klooster.